# Нельсон Тапія
Нельсон Тапія (ісп. Nelson Tapia, нар. 22 вересня 1966, Моліна, Чилі) — чилійський футболіст, що грав на позиції воротаря.
Виступав, зокрема, за клуб «Універсідад Католіка», а також національну збірну Чилі.

## Клубна кар'єра
Народився 22 вересня 1966 року в місті Моліна. Вихованець футбольної школи клубу «О'Хіггінс». Дорослу футбольну кар'єру розпочав 1987 року в основній команді того ж клубу, в якій провів п'ять сезонів. 
Протягом 1993—1993 років захищав кольори команди клубу «Депортес Темуко».
Своєю грою за останню команду привернув увагу представників тренерського штабу клубу «Універсідад Католіка», до складу якого приєднався 1994 року. Відіграв за команду із Сантьяго наступні шість сезонів своєї ігрової кар'єри. Більшість часу, проведеного у складі «Універсідад Католіка», був основним голкіпером команди.
Згодом з 2000 по 2005 рік грав у складі команд клубів «Велес Сарсфілд», «Депортес Пуерто-Монт», «Уніон Еспаньйола», «Кобрелоа», «Сантус» та «Кобрелоа».
Завершив професійну ігрову кар'єру у колумбійському «Атлетіко Хуніор», за команду якого виступав протягом 2005 року.

## Виступи за збірну
1994 року дебютував в офіційних матчах у складі національної збірної Чилі. Протягом кар'єри у національній команді, яка тривала 12 років, провів у формі головної команди країни 73 матчі.
У складі збірної був учасником чемпіонату світу 1998 року у Франції, розіграшу Кубка Америки 1999 року у Парагваї, розіграшу Кубка Америки 2001 року у Колумбії.

## Титули і досягнення
- Бронза на Літніх Олімпійських іграх у Сіднеї 2000.